# Bathycadulus queirosi
Bathycadulus queirosi is een Scaphopodasoort uit de familie van de Gadilidae. De wetenschappelijke naam van de soort is voor het eerst geldig gepubliceerd in 2011 door Scarabino V, C. H. Caetano & A. Carranza.